# My Queen Karo
My Queen Karo ist ein 2009 erschienener belgischer Film von Dorothée van den Berghe.

## Handlung
1974: Der Bohémien Raven und die Kostümbildnerin Dalia, die Raven einst aus einem Internat befreit hatte, flüchten zusammen mit ihrer zehnjährigen Tochter Karo aus ihrem bürgerlichen Leben in Belgien nach Amsterdam, um dort mit Gleichgesinnten in einer leerstehenden Etage eines Lagergebäudes eine Kommune zu gründen. Zu den Grundsätzen gehört, dass es weder Privateigentum noch Privatsphäre gibt und so ist auch der gemeinsame Wohnraum nicht durch Innenwände unterteilt; freie Liebe und der Konsum von Betäubungsmitteln werden frei ausgelebt.
Auf einer Demonstration lernt Raven die Protestlerin Alice kennen, mit der er eine sexuelle Beziehung beginnt und die mit ihren Kindern Daniel und Tara in die gemeinsame Kommune zieht. Dalia ist trotz der gemeinsamen Ideale über die Beziehung ihres Partners mit der fremden Frau frustriert und eifersüchtig, arrangiert sich dann jedoch mit der Situation und nimmt auch an einem gemeinsamen flotten Dreier teil.
Während der Eigentümer des besetzten Hauses von den Hausbesetzern Mietzahlungen fordert, entwickelt Karo eine Beziehung zur Nachbarin und Prostituierten Jacky, die einst in Polen eine Profischwimmerin war und Karo ermuntert, selbst schwimmen zu lernen.
Karo fährt mit ihrem Vater, Alice und deren Kindern auf einen gemeinsamen Urlaub. Während der Abwesenheit Ravens trennt Dalia einen Teil des Wohnraums mit einem Holzverschlag für sich ab. Zwischen ihren Elternteilen hin- und hergerissen, entscheidet sich Karo nach der Rückkehr aus dem Urlaub für die Seite mit ihrem Vater. Sie entwickelt langsam Gefühle für den gleichaltrigen Daniel, den Sohn von Alice.
Als der Hauseigentümer die Nachbarin Jacky zwangsräumen lässt und den Hausbesetzern das Wasser abstellt, verbarrikadiert sich die Kommune. Dalia zahlt schließlich ohne das Wissen von Raven die Miete an den Eigentümer. Während des Weihnachtsfestes besucht der Vater von Daniel und Tara die Kommune. Als bei einem Spiel der drei Kinder Karos Haare Feuer fangen, werden Daniel und Tara von ihrem Vater aus der Kommune genommen, da er die dort herrschenden Zustände für untragbar hält. Als Raven herausfindet, dass Dalia entgegen den Idealen der Kommune dem Hauseigentümer Miete bezahlt, gerät er vor Wut außer sich und wirft ihre Kostüme aus dem Fenster in den Kanal.
Karo ist aufgewühlt. Nachdem sie ihre Schwimmprüfung bestanden hat, besucht sie Daniel und Tara bei ihrem Vater, wo sie über Nacht bleibt. Als ihr Vater am nächsten Morgen Daniel und Karo halbnackt im Bett vorfindet, untersagt er ihr den weiteren Kontakt.
Derweil wird das von der Kommune besetzte Haus von der Polizei geräumt. Nach der Räumung trifft sich die Familie vor dem Haus wieder und Dalia und Raven sprechen sich aus. Beide wollen fortan ihre eigenen Wege gehen. Karo springt in den Kanal und zieht die Kostüme ihrer Mutter aus dem Wasser.

## Produktion
Die Regisseurin Dorothée van den Berghe zeichnet mit dem Film ihre eigene Kindheit in Amsterdam semi-autobiographisch nach. Sie wurde in Gent geboren und verbrachte ab dem Alter von drei Jahren den größten Teil ihrer Kindheit und Jugend bis zum Alter von 19 Jahren in Amsterdam. Dort zog eine alleinerziehende Mutter mit ihren Kindern zu ihrer Familie, dann zog van den Berghe mit ihrer Mutter aus und später kehrte sie alleine zu ihrem Vater und der fremden Frau zurück. Mit 19 zog sie nach Brüssel. Dort absolvierte sie ein Studium der Bildhauerei und der Filmwissenschaft. Bei My Queen Karo handelt es sich um ihren zweiten Spielfilm.
Im August 2008 fanden in Amsterdamer in der Spooksteeg und auf der Peperbrug Dreharbeiten statt. Die Innenaufnahmen der Kommune erfolgten im Sommer 2008 im Haus der Bakteriologie der Veterinärschule in Anderlecht bei Brüssel, die sich zu diesem Zeitpunkt im Umbau befand. Weitere Aufnahmen fanden in den Niederlanden statt. Für die Kinderdarsteller wurde ein Psychologe engagiert, der sie auch bei den Nacktszenen unterstützte. Die Geschichte wird aus der Perspektive der zehnjährigen Karo erzählt. Diese wird von der zum Drehzeitpunkt dreizehnjährigen Anna Franziska Jäger (geb. 4. Januar 1996) gespielt. Sie ist die Tochter der Choreografin Anne Teresa De Keersmaeker und des Tänzers Gerhard Jäger und wurde von der Regisseurin bei einem Einkauf in einem Bioladen entdeckt. Für die Dreharbeiten der Unterwasserszenen musste Jäger Schwimm- und Tauchkurse nehmen.

## Rezeption
Matthias Schoenaerts sah bei seiner Figur faschistische Züge in der Art und Weise, wie sie sich gegen das Autoritäre stelle. Freie Liebe sei gescheitert, weil sie missbraucht wurde und gegen die Natur des Menschen sei; ihre Idee sei aber nicht tot und lebe in den Sexclubs weiter.
Todd Brown betonte, dass sich die Regisseurin rein auf die Geschichte der heranwachsenden Karo konzentriere und der Zuschauer lerne, dass freie Liebe die Dinge nicht wirklich einfacher mache. Es komme darauf an, was der Zuschauer über die Hauptdarstellerin Anna Franziska Jäger empfinde. Brown fehlte es an einer Verbindung zu ihr und empfand den Film als distanziert. Er attestierte der Regisseurin aber, einen guten Blick für die Schlüsselmomente im jungen Leben zu haben. Es werde gekonnt aufgezeigt, dass es die leisen Momente sind, die die größten Unterschiede machen.
Benjamin Umstead erinnerte der Film an Lasse Hallströms Mein Leben als Hund. Er verglich die Hauptdarstellerin mit Ana Torrent in Züchte Raben… und Der Geist des Bienenstocks.

## Auszeichnungen
Les Arcs Film Festival 2009
- Nominierung für den Crystal Arrow (Dorothée van den Berghe)

Festival international de films de femmes de Créteil 2010
- Auszeichnung mit dem Preis der Jury von Graine de Cinéphage (Dorothée van den Berghe)

Ensor 2010
- Auszeichnung für die beste Darstellerin (Anna Franziska Jäger)
- Nominierung für den besten Film (Dorothée van den Berghe)
- Nominierung für das beste Drehbuch (Dorothée van den Berghe)
- Nominierung für die beste Nebendarstellerin (Maria Kraakman)
- Nominierung für das beste Debüt (Anna Franziska Jäger)

Magritte 2011
- Nominierung für die beste Nachwuchsdarstellerin (Anna Franziska Jäger)
- Nominierung für die besten Kostüme (Bernadette Corstens)
- Nominierung für die beste Koproduktion (Tarantula – Joseph Rouschop)